# Barão de Monte Alto
Pour les articles homonymes, voir Barão.
Barão de Monte Alto est une municipalité brésilienne de l'État du Minas Gerais et la microrégion de Muriaé.